# Gradišče na Kozjaku
Gradišče na Kozjaku je naselje v Občini Selnica ob Dravi. Meji na Kaplo.